# Église San Marcello al Corso
L’église San Marcello al Corso est une église catholique de Rome située sur la Piazza di San Marcello, une petite place juste à côté de la via del Corso (Rome), l'ancienne via Lata antique, qui relie la Piazza Venezia et la Piazza del Popolo (Rome), dans le rione de Trevi, à environ 250 mètres au nord de la Piazza Venezia.
C'est le titre cardinalice de San Marcello, dont le cardinal prêtre est actuellement le cardinal Giuseppe Betori, archevêque de Florence, l'église de l'ordre des Servites de Marie et une station lors du Carême.

## Histoire

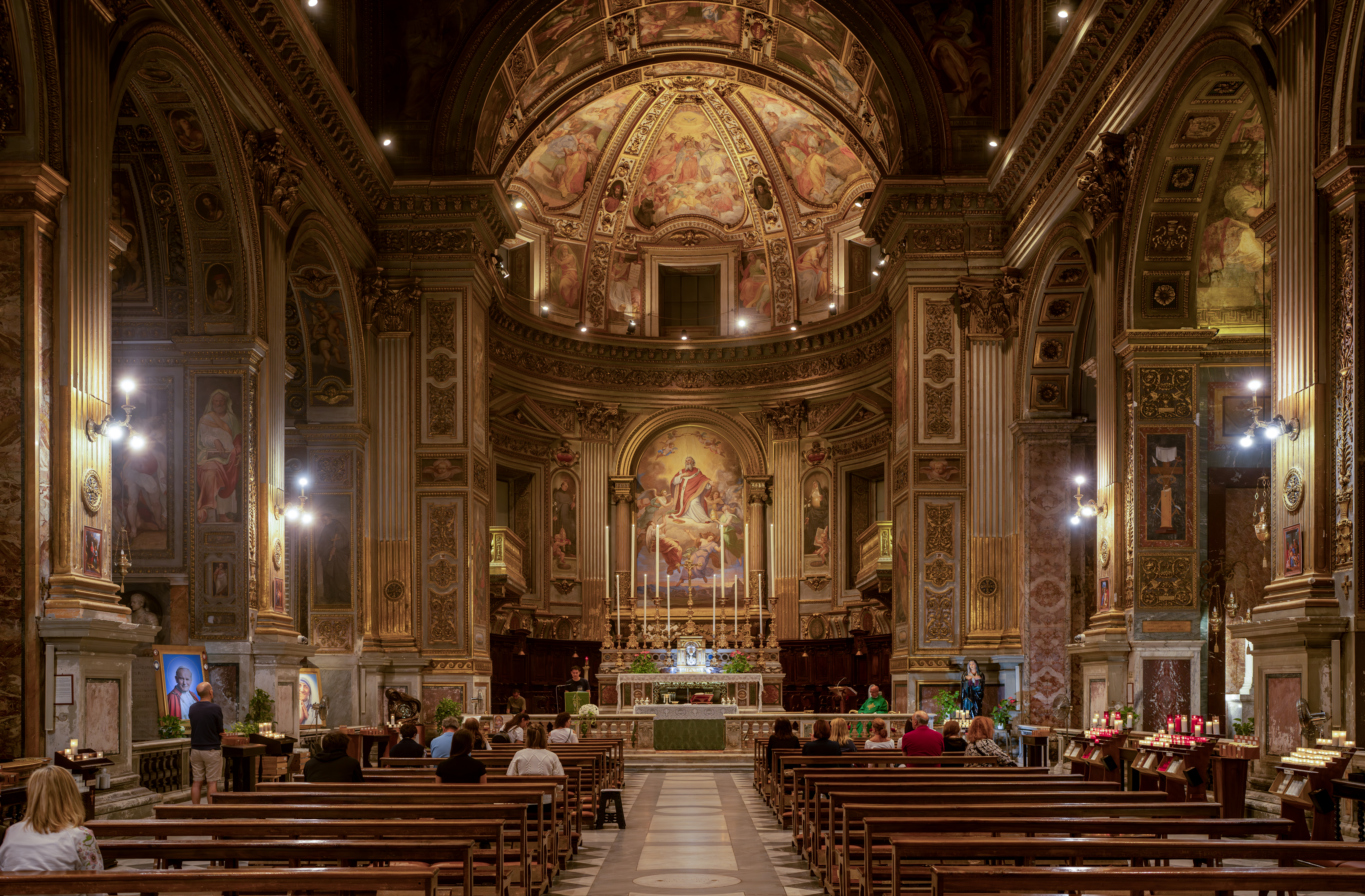
Intérieur.

La tradition veut que l'église soit construite sur la prison du pape Marcel Ier (mort en 309)  auquel  le Liber Pontificalis attribue la fondation de 25 paroisses à Rome, ce pourquoi l'empereur Maxence l'aurait condamné aux travaux forcés. Après sa libération, il fut caché dans la maison de la matrone romaine Lucina, où il dut travailler comme prisonnier dans la cave jusqu'à sa mort. Lucina aurait organisé son enterrement dans le catacombe de Priscille et donné sa maison à la communauté chrétienne. Cette maison pourrait être l'édifice de l'Antiquité tardive dans lequel, selon des sources écrites, une église de maison connue sous le nom de domus ecclesia existait déjà en 418 ; les noms titulus Marcelli (499) et titulus sancti Marcelli (595) sont attestés. L'archéologue Hugo Brandenburg suppose que le titulus Marcelli était déjà utilisé au tournant du Ve siècle et que le choix de ce lieu pour l'élection de l'évêque de Rome en l'an 418, lorsque le pape Boniface Ier y est élu, suggère l'importance du titulus Marcelli à cette époque. D'après ses recherches, l'église paléochrétienne du Ve siècle autour d'une salle à trois nefs (env. 50 × 25 m) sur de nouvelles fondations avec une abside semi-circulaire à l'ouest, aurait pu être reprise de la salle de réception de l'Antiquité tardive d'un bâtiment précédent.
Outre des fragments d'une peinture murale du Ve siècle, les fondations d'un baptistère du Ve siècle, qui était situé au nord de l'entrée de l'église à cette époque, ont été préservées. L'espace rogné irrégulièrement (env. 7,2 × 6,8 m) se trouve à environ 6 mètres sous le niveau du sol actuel (peut être visité). Les fonts baptismaux en brique (env. 4 m de large et 1,2 m de profondeur) sont aménagés avec des dalles de marbre. L'église à plan basilical du Ve siècle a été restaurée au VIIe siècle sous le pape Adrien Ier (772-795) ; elle se trouve actuellement sous l'église moderne. Vers la fin du VIIIe siècle , les reliques de saint Marcel sont transférées de la catacombe de Priscille à son église titulaire. Dans la seconde moitié du XIIe siècle, une nouvelle basilique à trois nefs avec atrium et campanile, transept et abside semi-circulaire (comme auparavant à l'ouest) est construite. Les murs extérieurs de l'église paléochrétienne sont conservés et le niveau du sol surélevé. Des vestiges de la façade ouest du transept ont été conservés et sont encore visibles de part et d'autre de la façade ouest actuelle.
Le corps de Cola di Rienzo, lynché par le peuple le 8 septembre 1354, est exposé pendant deux jours devant l'église San Marcello, qui regarde alors vers les maisons des Colonna et de la Piazza Santi Apostoli.
À partir de 1369, l'église est administrée et détenue par l'Ordre des Servites de Marie.
Le 22 mai 1519, un incendie détruit l'église, seuls les murs d'enceinte restent debout. Un ancien crucifix en bois du XIVe siècle est sauvé de l'incendie. Le fait paraît miraculeux, et un groupe de prière nait, la « Compagnia del SS. Crucifix ». Trois ans plus tard, en 1522, la ville est frappée par la peste. Le crucifix est sorti du couvent qui l'abrite et porté en procession à travers la ville pendant 16 jours, du 4 au 20 août, à l'issue desquels la peste s'arrête. La procession du Crucifix continue à se répéter pendant des siècles, le Jeudi Saint, le long de la route de San Marcello à la basilique Saint-Pierre. La Compagnie, devenue Archiconfrérie, s'installe en 1568 dans l'église Santissimo Crocifisso voisine.
Une collecte de fonds est lancée pour la reconstruction du bâtiment qui, cependant, est en partie utilisée pour soudoyer les paysans qui pillent la ville lors du Sac de Rome (1527). Le projet initial de reconstruction de l'église est conçu par Jacopo Sansovino, qui fuit la ville lors du sac et ne revient jamais pour l'achever. Les travaux sont donc poursuivis par Antonio da Sangallo le Jeune, qui reconstruit l'église. En 1530, une crue du Tibre l'endommage à nouveau. Dédiée au pape Marcel Ier, elle est achevée seulement en 1692-1697 avec la façade concave créée par Carlo Fontana et commandée par Monseigneur Marcantonio Cataldi Boncompagni. On y note une inversion de sens entre l'église paléochrétienne du IVe siècle et la restauration du XVIe siècle : l'église de la Renaissance a une orientation opposée, et l'entrée principale fait face à la prestigieuse via del Corso, à la place de l'ancien transept ; en démolissant l'ancienne abside à l'ouest, la nouvelle abside pourrait avoir été déplacée vers la partie est du nouveau bâtiment afin de rendre la nouvelle église accessible depuis la rue principale (Via del Corso).

## Description et décoration
Aujourd'hui, l'église a une nef unique avec un plafond à caissons plats. Au lieu des anciens bas-côtés, elle possède cinq chapelles latérales qui s'ouvrent vers la nef. La basilique de la Santissima Annunziata à Florence a pu servir de modèle.

### Façade

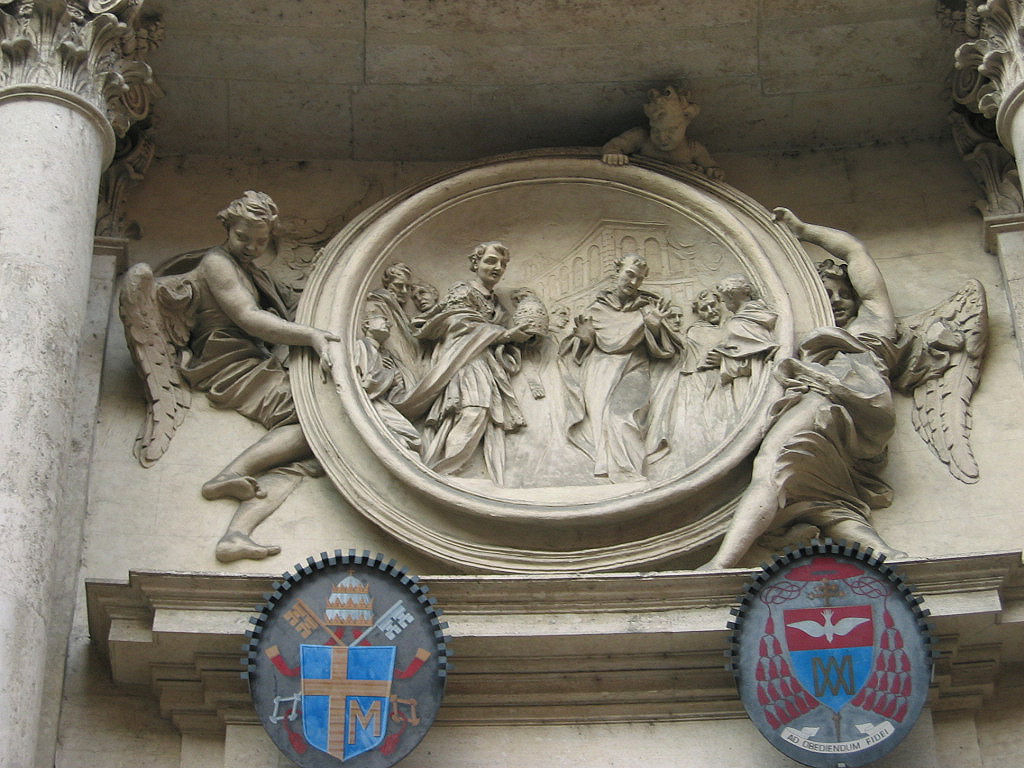
Saint Philippe Benizi refuse la tiare pontificale, par Antonio Raggi (façade).

La façade concave, œuvre de style baroque de la fin XVIIe siècle, est de Carlo Fontana..
La façade de l'église suit le schéma « classique » du haut baroque romain : elle se compose d'un soubassement plus large avec un avant-corps central et d'un étage supérieur plus étroit, qui est flanqué de volutes courbes. La façade a une courbure concave, son plan d'étage forme un segment de cercle. Cette caractéristique représente une innovation dans la conception des façades baroques et a des antécédents chez Le Bernin, Francesco Borromini et Pierre de Cortone. L'étage inférieur est divisé par des colonnes étagées d'ordre composite.
Des doubles colonnes, qui supportent un arc segmentaire brisé, sont en saillie de part et d'autre du portail ; dans la couche de mur derrière lui, deux colonnes pleines simples encadrent l'avant-corps central ; les deux pans de mur latéraux sont divisés par des pilastres et des niches de statues ; les statues sont de Francesco Cavallini. Le médaillon en relief suspendu par deux anges au-dessus du portail est d'Antonio Raggi ; il représente le rejet de la papauté par Philippe Benizi. Le cadre vide du pignon fissuré au-dessus du portail était également destiné à l'origine à recevoir un relief.
L'étage supérieur de la façade reprend la division de l'étage inférieur sous la forme d'un ordre de pilastres composites plats ; seuls les éléments de charpente sont conçus comme des colonnes. Les volutes menant aux pans latéraux de la façade décorées de branches de palmier (attribut des martyrs) sont remarquables et très inhabituelles pour Rome. Un pignon triangulaire simple mais aux contours plastiques, décalé, ferme la façade au sommet.
La composition architecturale s'inspire de la façade de église Saints-Vincent-et-Anastase-à-Trevi à la Fontaine de Trevi, conçue par Martino Longhi il Giovane. La façade de San Marcello a inspiré de nombreux bâtiments ultérieurs comme la façade principale de l'église Santissima Trinità dei Pellegrini (1722/23) conçue par Francesco De Sanctis, la façade de l'église de Turin San Filippo Neri créée par Camillo-Guarino Guarini et probablement aussi les architectes de la façade ouest de la collégiale de Neumünster à Wurtzbourg (1711 à 1716).

### Intérieur

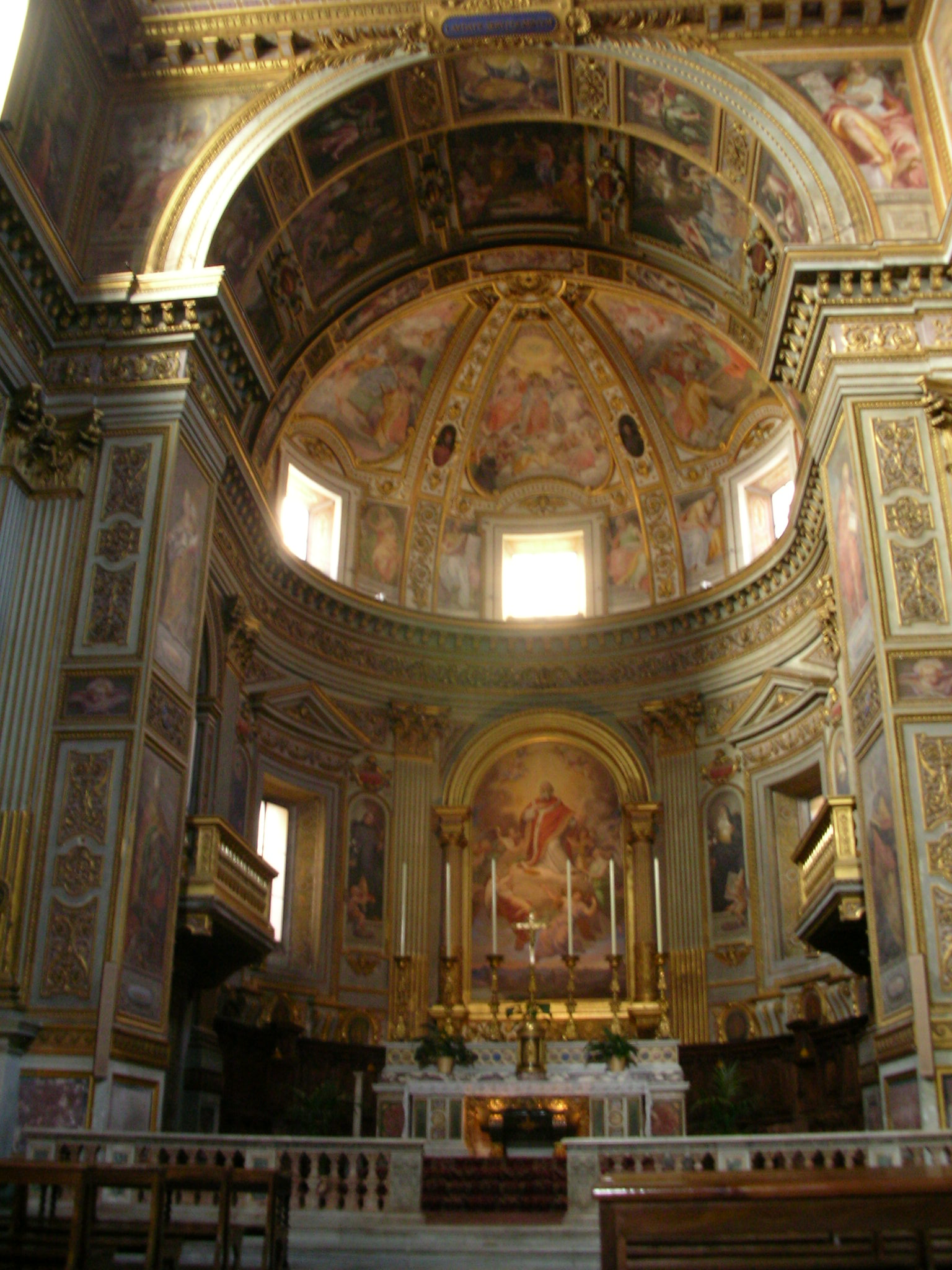
Chœur.

Un grand arc triomphal sépare l'abside de la nef. Le plafond à caissons date de la fin du XVIe siècle. Le décor de l'église est conservé dans les formes habituelles du baroque roman, richement peint et pourvu de stucs dorés.
Sous le maître-autel, orné d'un opus sectile du XIIIe siècle, se trouvent les reliques de plusieurs saints, dont celles du pape Marcel 1er, de Stanta Digna et de Santa Emerita. La décoration baroque tardive contient des sculptures de Francesco Cavallini et des reliefs d' Ercole Ferrata et d'Antonio Raggi.
La façade intérieure est entièrement occupée par une grande Crucifixion de 1613 de Giovanni Battista Ricci, vers laquelle convergent les 14 scènes des Histoires de la Passion peintes à fresque dans le registre supérieur vers 1613. La tombe du Cardinal Cennino a été sculptée par Giovanni Francesco de 'Rossi ( la Vecchietta ).
À droite, la première chapelle du marquis Maccarani conserve une Annonciation de Lazzaro Baldi ; dans la deuxième chapelle se trouve le Martyre des SS. Digna et Emerita de 1727 de Pietro Barbieri (architecture de Francesco Ferrari).
Dans la troisième chapelle à droite, une fresque d'une Vierge à l'enfant qui date de la fin du XIVe siècle, les Épisodes de la vie de la Vierge sont de Francesco Salviati, des fresques et des peintures de Giovan Battista Ricci. La tombe de l'évêque Matteo Grifoni († 1567) par un artiste toscan aurait été influencée par Michel-Ange .
Dans la quatrième chapelle sont exposés une Création d' Eve et les Évangélistes Marc et Jean, des fresques des Quatre Évangélistes de Perin del Vaga, Matteo et Luca commencées par Perin del Vaga, interrompues par le Sac de Rome en 1527, puis complétées par Daniele da Volterra et Pellegrino Tibaldi.
La chapelle de saint Pérégrin Laziosi (la cinquième à droite, la plus proche de l'abside) abrite un monument de 1726 au cardinal Fabrizio Paolucci par Pietro Bracci avec un retable d'Aureliano Milani et des peintures latérales de Domenico Corvi , un monument de 1776 au Cardinal Camillo Paolucci par Tommaso Righi et des peintures murales par Aureliano Milani et Domenico Corvi, deux toiles inspirées de l'Ancien Testament, Le Sacrifice d'Isaac et La Découverte de Moïse. La céramique de Pier Claudio Pantieri représente la Vierge du Feu, patronne de Forlì, saint Pérégrin Laziosi étant mort au couvent de Forli : pour cette raison, à l'occasion de son anniversaire, le 4 février, la communauté romagnole de Rome se réunit à San Marcello.

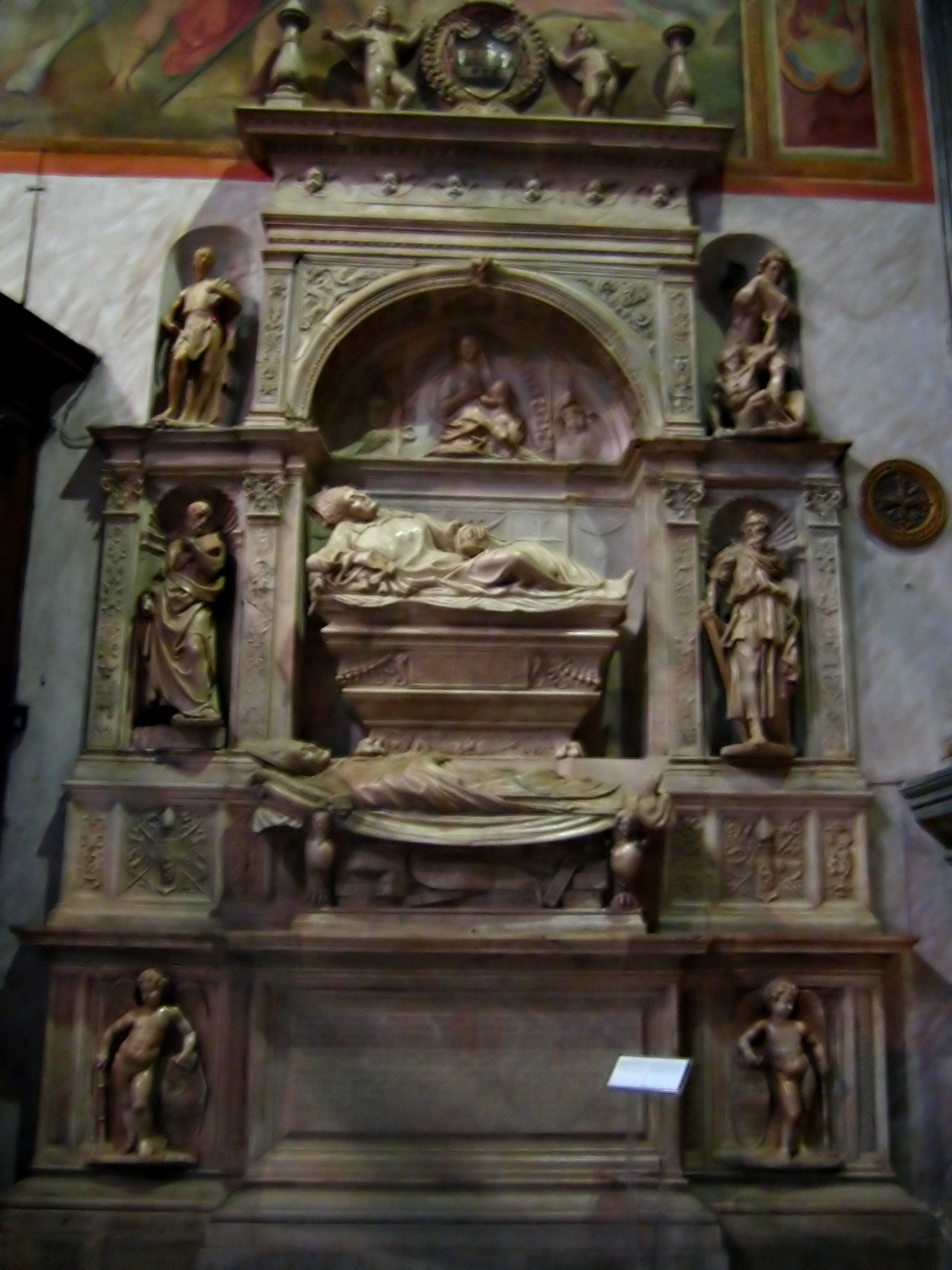
Jacopo Sansovino, tombe du cardinal Giovanni Michiel et d'Antonio Orso.

Dans la chapelle du Crucifix (la quatrième à droite) se trouve le monument funéraire du cardinal Ercole Consalvi et de son frère, une œuvre néoclassique de Rinaldo Rinaldi. Le ciborium en pierre semi-précieuse placé sur l'autel est l'œuvre de Carlo Francesco Bizzaccheri (1691).
Dans la nef gauche, dans la cinquième chapelle, un Saint Philippe Benizi de Pier Leone Ghezzi et Gagliardi date de 1725 ; dans le quatrième, sont exposés une Conversion de saint Paul de 1560, par Federico Zuccari et son frère Taddeo Zuccari et, sur les côtés, l'Histoire de Saint Paul. À l'intérieur de la chapelle se trouvent les bustes de Muzio, Roberto, Lelio Frangipane d'Alessandro Algardi (1630-40). Dans la troisième chapelle à gauche sont exposés un Doloroso de Pietro Paolo Naldini, le Sacrifice d'Isaac et la Découverte de Moïse de Domenico Corvi, et dans la première, une Madone et sept saints d'Agostino Masucci.
La première chapelle à gauche de l'entrée abrite le double tombeau sculpté, créé en 1519 par Jacopo Sansovino, du cardinal Giovanni Michiel, empoisonné au château Saint-Ange, et d'Antonio Orso, un neveu du pape Paul II.
Les Miracles de Santa Giuliana Falconieri, six peintures sur toile (1750–51) sont de Gregorio Guglielmi. Parmi les sépultures, figure encore celle du cardinal Ercole Consalvi, protagoniste de la complexe période napoléonienne.
Dans la sacristie est accrochée une peinture avec une scène de Crucifixion, qui a été parfois attribuée à Antoine van Dyck.
Chaque année, l'église accueille une crèche artistique dans un décor romain.

## Christ miraculeux

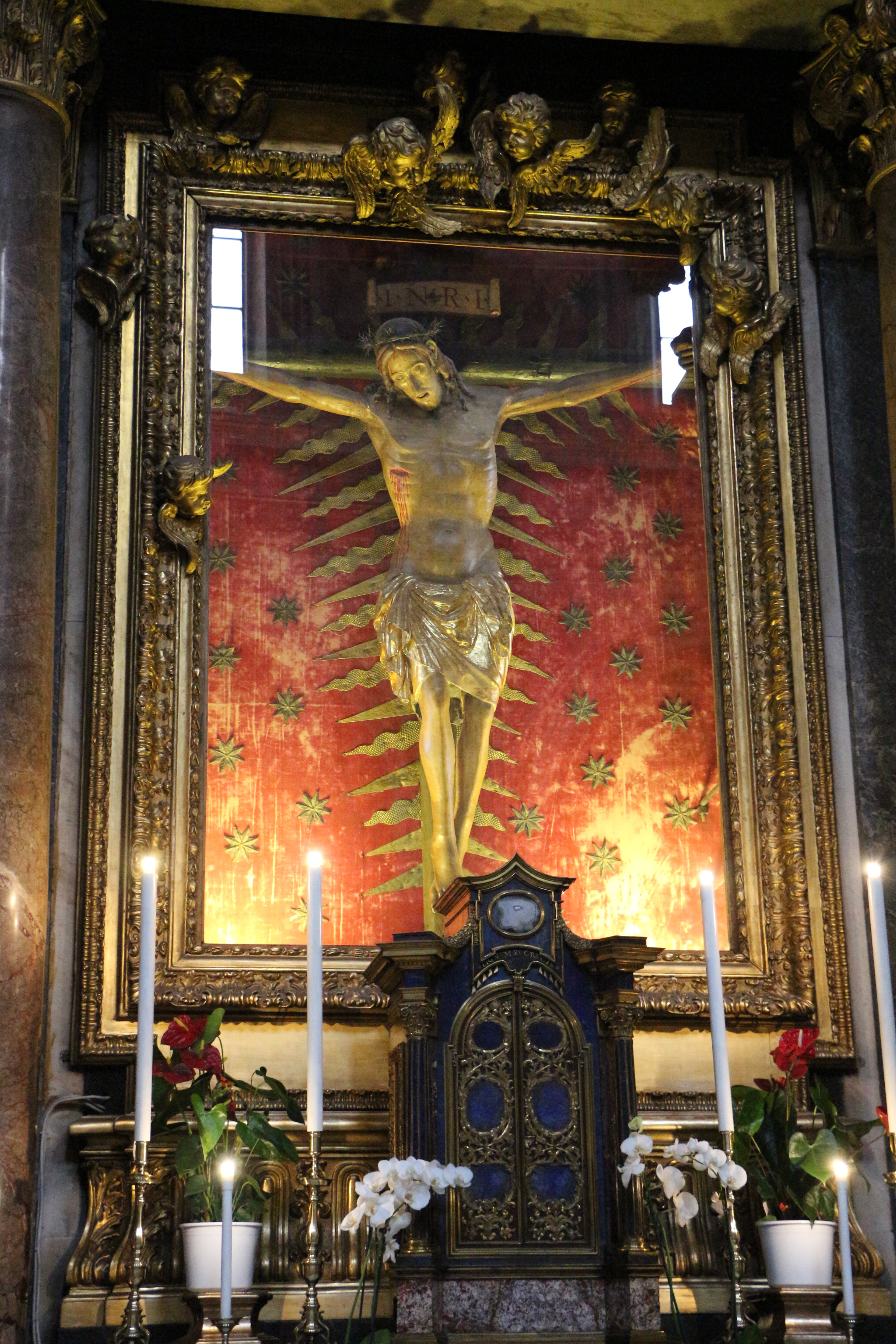
Le crucifix du XV qui a survécu à l'incendie de 1519.

Dans cette église stationnaire de Carême, on retrouve surtout une image du Christ en croix, objet d'une profonde dévotion de la part des Romains. Les fidèles viennent y prier pour obtenir des grâces, mais au fil des siècles, il a surtout été invoqué pour conjurer les épidémies.
Il s'agit d'une statue en bois de peuplier, colorée et dorée, œuvre de l'école romaine et datée d'environ 1370, soit plusieurs décennies plus tard que le Crucifix de San Lorenzo in Damaso, auquel Sainte Brigitte de Suède était dévouée, et qui semble avoir inspiré l'ébéniste inconnu de San Marcello. L'œuvre est placée sur un fond de velours rouge et de décorations dorées.
En mai 1519, l'église, qui était à l'époque orientée dans la direction opposée, avec la façade tournée vers la place Santi Apostoli, fut détruite par un incendie. Seul le Crucifix qui ornait le maître-autel est resté intact.
Cette circonstance a conduit à la croyance selon laquelle l'événement était miraculeux. Quelques années plus tard, pendant la peste de 1522, le cardinal alors titulaire de l'église, Raimondo Vich, organisa une procession pénitentielle qui dura dix-huit jours, avec le Saint Crucifix porté sur ses épaules à travers tous les quartiers de Rome, jusqu'à la basilique Saint-Pierre. Tout le peuple de Rome y participa, de tous les âges et de toutes les conditions, ainsi que des nobles et des religieux, qui, pieds nus et la tête saupoudrée de cendres, implorèrent la miséricorde de Dieu. Partout où ils passaient, la peste cessait.
C'est pour cela que le 27 mars 2020, le pape François a prié sur la place Saint-Pierre pour la fin de la pandémie de Covid-19, devant deux objets profondément vénérés par les Romains et les fidèles du monde entier: l’icône de la Salus populi romani et le Crucifix de San Marcello, sorti de l'église du même nom pour l'occasion. Le pape François a effectué un pèlerinage à la croix puis l'a fait emmener au Vatican. Elle se tenait devant la basilique Saint-Pierre lors de la dispense extraordinaire de la bénédiction urbi et orbi et a été vénérée lors de la liturgie du vendredi saint.
Une confrérie liée à un crucifix miraculeux est rattachée à l'édifice ; il s'agit à l'origine de la Compagnie des Disciples ayant droit au Très Saint Crucifix, qui devint une Confrérie lorsque ses statuts furent approuvés par le pape Clément VII en 1526.
Chaque année, une crèche de Noël artistique de caractère typiquement romain y est exposée.